# Janne Da Arc
Janne Da Arc(잔다르크,ジャンヌダルク)는 일본의 록 밴드이다. 처음 비주얼계로 데뷔했지만 차츰 비주얼계에서 탈피하였다. avex내 motorod소속으로 멤버는 야스, 유, 카유, 키요, 슈지로 전부 중학교 때부터 친구로 쭉 인연을 유지해온 사이이다. 1996년에 결성되어 언더그라운드 무대에서부터 활동, 1999년 5월 19일에 싱글《RED ZONE》으로 메이저 데뷔를 이뤘다. 음악적 완성도와 연주력에 정평이 있으며 2005년 9월 14일 한국에서 앨범《JOKER》가 라이선스 발매되었다. Janne Da Arc의 팬들은 통칭 "잔너(Janner)"라고 불리고 있으며, 그 이전 명칭은 "다카(Darcar)"였으나 멤버도 팬들도 익숙지 않았다고 한다. 밴드명은 역사상의 프랑스 영웅 잔다르크에서 유래되었을 것이라 생각되지만 실은 나가이 고의 만화 '데빌맨'의 캐릭터에서 따왔다. 2007년 1월 26일에 활동 휴지를 선언, 각 멤버의 솔로 활동이 발표되었다. 2019년 4월 1일 카유의 사건과 더불어 해체되었다. 야스의 목상태도 좋지 않은 것으로 전해져 Acid black cherry 활동도 언제 재개할지 불투명한 상태이다.

## 멤버
야스(yasu)
- 보컬이자 리더. 1975년 1월 27일생. A형. 오사카부 히라카타시 출생. 본명 하야시 야스노리(林保德).
- 영향을 받은 아티스트는 DEAD END, BOOWY(보위)이다.
- Janne Da Arc의 싱글곡 작사·작곡은 대부분 야스가 담당하고 있다. (다른 멤버들도 커플링곡이나 앨범곡에 작사·작곡을 담당한다)
- 중학교시절, 카유와 밴드를 만들 때까지는 만화가가 꿈이였다. 그림체는 드래곤 볼의 토리야마 아키라풍의 작화였다고 한다.
- 여성시점의 가사를 많이 쓰는 데 이유가 “에로틱한 곡은 남성시점에서 쓰면 품위없게 들리지만, 여성시점이라면 품위없게 들리지는 않는다.”
- 2006년 솔로활동 선언 이후 'Acid Black Cherry'(애시드 블랙 체리)라는 프로젝트로 활동 중이다.

유 (you)
- 기타 연주자. 1974년 7월 24일생. O형. 효고현 고베시 출생. 본명 쓰다 유타카(津田豊).
- 공연 중에 썰렁한 개그를 하는 경우가 종종 있다고 한다. 또 루팡시리즈를 좋아하는 듯하다.
- 그다지 눈에 띄고 싶어하지 않는 성격. 실제로 초기 잔다르크 활동 때에도 화장을 짙게 분장 하는 것에 저항감을 가지고 있었다.
- 영향을 받은 아티스트는 유니콘과 기타리스트 누노 베텐코트. 누노 베텐코트와 'UDO MUSIC FESTIVAL 2006'에서 같이 공연하기도 했다.
- 솔로활동 선포 후 you라는 이름으로 인스트루멘털(Instrumental) 계열의 곡을 냈다.

카유(ka-yu)
- 베이시스트. 1975년 1월 21일생. 오사카 부 히라카타 시 출생. 본명 마츠모토 카즈유키(松本和之).
- 영향을 받은 아티스트는 BOOWY의 마츠이 츠네마츠(松井常松). DEAD END의 CRAZY COOL JOE과는 사제관계이다.
- 문신매니아. 날이 갈수록 문신 개수를 늘리더니 현재는 온 몸이 문신투성이.
- 본명인 마츠모토 카즈유키(松本和之)로 활동하다 지금은 ‘DAMIJAW’(다미조우)라는 프로젝트로 활동 중이다.

키요(kiyo)
- 키보디스트. 1974년 6월 27일생. O형. 오사카 부 히라카타 시 출생.
- 본명은 비공개 (키요세 타다노부(淸瀨正信)라고 알고 있는 사람이 많으나 본인이 말한 적이 없으므로 사실인지 모른다)
- 영향을 받은 아티스트는 프로그레시브 록 밴드 ELP의 키스 에머슨이다.
- 고교시절, 야스가 당시 키요가 짜고 있던 밴드와 난투를 벌여 키요를 뽑아왔다.
- 재즈를 하기 위해 멤버들에게 말 없이 탈퇴하려 했던 적이 있었으나, 멤버들의 만류로 계속 활동을 하게 되었다.

슈지(shuji)
- 드럼 연주자. 본명은 스에마쓰 슈지(末松秀二). 1974년 11월 21일생. O형. 효고 현 고베 시 출생.
- 음악을 좋아하는 형의 영향으로 14살에 드럼을 시작한다. 영향을 받은 아티스트는 엑스 재팬, 라우드니스이다.
- 본래는 취직한 상태였으나 카유와 야스가 권유. "함께 꿈을 꾸자"라는 카유의 말에 이끌려, 잔다르크 멤버에 마지막으로 합류한다.
- 잔다르크 멤버 중 유일하게 지속적인 솔로활동을 실시하지 않고, 드럼클리닉을 하거나 다른 멤버들의 라이브지원으로 참가하고 있다.
- 2010년부터는 카유의 솔로 프로젝트 DAMIJAW에 참여하여 드럼을 연주하고 있다.

## 음반 목록

### 인디즈 앨범
1. 《Dearly》(1998년 4월 17일)
2. 《Resist》(1998년12월 5일)
3. 《CHAOS MODE》(1999년 3월 17일)

### 메이저 앨범
- 정규 음반

1. 《D・N・A》(2000년 3월 8일)
2. 《Z-HARD》(2001년 2월 28일) /《Z-HARD [한정판]》(2001년 2월 28일)
3. 《GAIA》(2002년 1월 23일)
4. 《ANOTHER STORY》(2003년 2월 13일)
5. 《ARCADIA》(2004년 7월 7일)
6. 《JOKER》(2005년 6월 15일)

- 싱글 음반

1. 《RED ZONE》(1999년 5월 19일) /《RED ZONE(‘seal’ mix)》(2001년 6월 20일)
2. 《Lunatic Gate》(1999년 9월 22일)
3. 《Eden ~君がいない~》(2000년 1월 13일)
4. 《Heaven's Place / Vanity》(2000년 4월 12일)
5. 《Will ~地図にない場所~》(2000년 7월 26일)
6. 《Mysterious》(2000년 11월 8일)
7. 《Dry?》(2001년 1월 31일)
8. 《Neo Venus》(2001년 4월 25일)
9. 《seed》(2001년 7월 25일)
10. 《シルビア》(2001년 10월 24일)
11. 《feel the wind》(2001년 12월 12일)
12. 《Shining ray》(2002년 8월 7일)
13. 《マリアの爪痕》(2002년 11월 20일)
14. 《霞ゆく空背にして》(2003년 1월 16일)
15. 《Rainy ~愛の調べ~》(2003년 5월 8일)
16. 《餓えた太陽》(2003년 8월 20일)
17. 《FREEDOM》(2004년 3월 24일)
18. 《Kiss Me》(2004년 4월 7일)
19. 《DOLLS》(2004년 5월 19일)
20. 《ROMANCﾖ》(2004년 5월 26일)
21. 《BLACK JACK》(2004 6월 2일)
22. 《Love Is Here》(2004년 11월 17일)
23. 《月光花》(2005년 1월 19일)
24. 《ダイヤモンドヴァージン》(2005년 5월 18일)
25. 《振り向けば… / Destination》(2006년 2월 8일)
26. 《HEAVEN / メビウス》(2006년 5월 10일)

### 베스트 앨범
- 《SINGLES》(2003년 9월 18일)
- 《ANOTHER SINGLES》(2003년 9월 18일)
- 《SINGLES 2》(2007년 2월 21일)

### 비정규 앨범
- 《Janne Da Arc 10th Anniversary INDIES COMPLETE BOX》(2006년 3월 15일)
- 《Janne Da Arc MAJOR DEBUT 10th ANNIVERSARY COMPLETE BOX》(2009년 5월 19일)

## 라이브 DVD/블루레이
라이브 히스토리
- NO TITLE(언더그라운드 무대 활동) (1998년 2월 22일 ~ 1998년 9월 30일) [No.1~8]
- NEW FIELD OF CREATION TOUR (1998년 12월 15일 ~ 1998년 12월 29일) [No.9~11]
- NECESSITY FOR NEW FIELD OF CREATION TOUR (1999년 1월 27일 ~ 1999년 2월 22일) [No.12~19]
- 1999 TOUR “CHAOS MODE” (1999년 4월 7일 ~ 1999년 4월 27일) [No.20~28]
- seal of zone (1999년 8월 15일 ~ 1999년 8월 16일) [No.29~30]
- tour “reveal the truth - skirmish” (1999년 10월 22일 ~ 1999년 12월 7일) [No.31~52]
- tour “reveal the truth - AREA [an aggregate]” (1999년 12월 18일 ~ 1999년 12월 28일) [No.53~58]
- 2000 tour “Different Native Answers(D·N·A)” (2000년 3월 19일 ~ 2000년 4월 23일) [No.59~66]
- 2000 tour “ANOTHER NEO” (2000년 9월 7일 ~ 2000년 9월 16일) [No.67~69]
- 첫 일본무도관 공연 TOUR “FATE or FORTUNE” (2000년 12월 11일 ~ 2001년 1월 3일) [No.70~79]
- 2001 tour “Z-HARD” (2001년 4월 25일 ~ 2001년 5월 19일) [No.80~91]
- 2002 tour “GAIA” (2002년 4월 1일 ~ 2002년 4월 14일) [No.92~99]
- 100번째 라이브 “LIVE INFINITY 2002(일본무도관)” (2002년 9월 7일) [No.100]
- 처음 올라섰던 '히라카타 BLOW DOWN'에서 다시 라이브 (2002년 12월 30일) [No.101]
- 2003 tour “ANOTHER STORY” (2003년 4월 11일 ~ 2003년 5월 12일) [No.102~111]
- 2003 tour “DAZE”(라이브 하우스 투어) (2003년 7월 16일 ~ 2003년 8월 19일) [No.112~128]
- 남성 한정의 라이브 “男尻 Night”(오사카 BIG CAT) (2003년 8월 21일) [No.129]
- 2003 tour “DAZE”(라이브 하우스 투어) 추가 공연 (2003년 9월 2일 ~ 2003년 10월 2일) [No.130~144]
- 남성 한정의 라이브 “男尻 Night”(신주쿠 리퀴드룸) (2003년 10월 4일) [No.145]
- 폐교가 되는 모교에서 시크릿 라이브 (2003년 11월 18일)
- 2004 tour “ARCADIA”(파이널: 일본무도관) (2004년 9월 10일 ~ 2004년 9월 29일) [No.146~154]
- 첫 오사카성 홀 공연 Live 2005 “Dearly” (2005년 3월 27일) [No.155]
- 2005 tour “JOKER”(파이널: 일본무도관, 오사카 페스티벌 홀) (2005년 8월 1일 ~ 2005 9월 16일) [No.156~174]
- 멤버결성(1996.5.9) 10주년 기념 라이브 “10th Anniversary Special Live” (2006년 5월 9일 ~ 2006년 5월 16일) [No.175~177]
- 첫 사이타마 슈퍼 아레나 공연 Live 2006 “DEAD or ALIVE” (2006년 5월 20일) [No.178]

DVD
- LIVE DVD「1999 Tour “Chaos Mode”」(2000년 9월 27일)
- LIVE DVD「Fate or Fortune: Live at Budokan」(2001년 3월 28일)
- LIVE DVD「100th Memorial Live: LIVE INFINITY 2002 at 武道館」(2002년 12월 26일)
- LIVE DVD「男尻Night」(2003년 12월 25일) /「男尻Night (Re:price판)」(2006년 6월 1일)
- LIVE DVD「Live 2005 “Dearly” at Osaka-Jo Hall 03.27」(2005년 7월 27일)
- LIVE DVD「10th Anniversary Special Live - OSAKA NANBA ROCKETS 2006.5.9 -」(2006년 9월 20일)
- LIVE DVD「Live 2006 “Dead or Alive” - SAITAMA SUPER ARENA 05.20 -」(2006년 9월 20일)
- LIVE DVD「Janne Da Arc tour 2005 “JOKER”」(2009년 3월 25일)

ETC
- Album DVD「Live 2006 “DEAD or ALIVE” -SAITAMA SUPER ARENA 05.20- 미공개영상」(SINGLES 2 부록)

블루레이
- Blu-ray Disc「Janne Da Arc tour 2005 “JOKER”」(2009년 3월 25일)

## 솔로 음반 목록

### Acid Black Cherry
: yasu의 솔로 프로젝트
- 싱글

1. SPELL MAGIC (2007년 7월 18일)
2. Black Cherry (2007년 9월 26일)
3. 愛してない (사랑하지 않아) (2007년 11월 28일)
4. 冬の幻 (겨울의 환상) (2008년 1월 16일)
5. 20+∞Century Boys (2008년 8월 27일)
6. ジグソー (직소) (2008년 11월 26일)
7. 眠り姫 (잠든 공주) (2009년 2월 18일)
8. 優しい嘘 (상냥한 거짓말) (2009년 7월 29일)
9. Re:birth (2010년 8월 18일)
10. 少女の祈りⅢ (소녀의 기도Ⅲ) (2011년 6월 8일)
11. ピストル (피스톨)  (2011년 9월 21일)
12. シャングリラ (샹그릴라)  (2011년 10월 19일)
13. 蝶 (나비) (2011년 11월 16일)
14. CRISIS (2011년 12월 21일)
15. イエス (YES) (2012년 1월 18일)
16. 君がいるから (네가 있으니까) (2012년 2월 29일)
17. Greed Greed Greed (2013년 8월 7일)
18. 黒猫 ~Adult Black Cat~ (2013년 11월 20일)
19. 君がいない、あの日から... (네가 없는, 그날부터...) (2014년 3월 11일)
20. INCUBUS (2014년 10월 22일)

- 정규앨범

1. 《BLACK LIST》 (2008년 2월 20일)
2. 《Q.E.D.》 (2009년 8월 26일)
3. 《2012》 (2012년 3월 21일)
4. 《L-エル》 (2015년 2월 25일)

- 비정규앨범

1. 《Recreation》 (2008년 5월 21일) [Cover Album]
2. 《Recreation 2》 (2010년 6월 30일) [Cover Album]
3. 《Recreation 3》 (2013년 3월 6일) [Cover Album]
4. 《Recreation 4》 (2017년 1월 25일) [Cover Album]
5. 《Acid BLOOD Cherry》 (2017년 6월 21일) [Project Album]

### you
- 싱글

1. 《truth of life ～featuring vocal Hachiya Koto～》(2008년10월1일)

- 정규앨범

1. 《LIFE ～the first movement～》(2007년 6월 20일) [Instrumental Album]
2. 《LIFE ～the second movement～》(2007년 10월 24일) [Instrumental Album]
3. 《LIFE ～the third movement～》(2008년 10월 29일) [Instrumental Album]

- DVD
  - 《LIFE ～La conclusion et L’ouverture～》(2009년 3월 20일) [Live DVD]
  - 《ジャンヌダルク you テクニカル・ギター・メソッド》(잔다르크 you 기술 기타 메소드) (2003년 10월 10일) [교칙영상]

### ka-yu
松本和之(마츠모토 카즈유키)
: ka-yu의 본명 활동
- 미니앨범

1. 《Solid Beat》(2007년 8월 15일) [Mini Album]
2. 《Solid Beat II》(2007년 12월 26일) [Mini Album]

- DVD
  - 《ka-yu 直伝 REAL ROCK BASS》(2006년 6월 25일) [교칙영상]

DAMIJAW
: ka-yu의 솔로 프로젝트
- 싱글

1. 《無力な自分が許せない》(무력한 자신이 용서되지않아) (2010년 2월 17일)

- 디지털싱글

1. 《BE WITH YOU》(2012년 1월 25일) [Digital Single]
2. 《WOW! WOW!》(2012년 2월 29일) [Digital Single]
3. 《ダーミー城の吸血悪魔が愛したマリア(泣)》(다미성의 흡혈귀가 사랑한 마리아(울음)) (2012년 3월 15일) [Digital Single]

- 정규앨범

1. 《I AM》 (2010년 4월 28일)
2. 《made from your heart》 (2012년 6월 27일)

### kiyo
- 정규앨범

1. 《ARTISAN OF PLEASURE》(2008년 6월 25일) [Game Sound Album]

- DVD
  - 《誤作動》(오작동) (2008년 3월 26일) [코믹다큐]
  - 《誤作動～完全版～》(오작동～완전판～) (2008년 6월 25일) [코믹다큐]

### shuji
- DVD 
  - 《ジャンヌダルク shuji 直伝 Pleasure of Drumming》(2007년 3월 20일) [교칙영상]

## 기타 사항
- 야스와 키요는 학창시절 별명을 그대로 밴드이름에 사용한다.
- 멤버 표기의 알파벳은, 인디즈때는 대문자였으나, 메이저 데뷔 후 소문자로 변경되었다.
- 중학교 시절에 yasu, you, ka-yu가 엑스 재팬의 카피 밴드 "結膜炎(결막염)"을 짠다. 이것이 잔다르크의 전신 밴드이다.
- '만남, 연애, 이별'을 주제로 싱글 ‘seed’, ‘シルビア(실비아)’, ‘feel the wind’가 발매되었다. 또한 3작품을 수록한 세 번째 앨범《GAIA》가 TOP10 안에 첫 진입을 한다.
- 17번째 싱글 'FREEDOM' 이후의 악곡들은 Janne Da Arc가 셀프 프로듀스를 하였다.
- 데뷔 5주년을 기념해 19번째 싱글 ‘DOLLS’부터 21번째 싱글 ‘BLACK JACK’까지 3주간 연속 릴리즈를 하였다.
- ka-yu를 제외한 멤버들의 모교가 폐교하게 되, 모교의 체육관에서 시크릿 라이브를 행하여 영화 'HIRAKATA'가 만들어졌다. 주제곡으로 ‘振り向けば…’가 발매되었다.
- 야스가 어렸을 적에 쓴 이야기가 2003년에 발매한 앨범《Another Story》와 재회하여 소설화 된『ANOTHER STORY』가 소설책으로 발간되었다.
- 6번째 정규앨범인《JOKER》는 발매 후 일본 내에서 좋은 반응을 얻었으며, 잔다르크의 정규앨범으로서는 처음으로 한국에 라이선스판이 정식 발매하였다.
- Live 2005 “Dearly”에서 yasu가 한 여성 관객을 껴안으면서 'ヴァンパイア(Vampire)'를 부르는 영상이 '잔다르크 팬서비스'라는 제목으로 인터넷에 업로드 되어있다.
- 2011년 3월 20일, 3월 11일에 발생한 '동북지방 태평양 연안 지진'에 대해 잔다르크 멤버들이 모두 모여, 위로영상과 각 멤버들의 의견이 공식 홈페이지에 올라왔다.

## 참여 활동
- Mysterious곡은 애니메이션 '사이파이 해리'의 오프닝이다.
- Neo Venus곡은 비디오 게임 '록맨 EXE'의 CM음악이다.
- Feel the Wind곡은 비디오 게임 '록맨 EXE 2'의 CM음악이다.
- Shining ray곡은 애니메이션 '원피스'의 8번째 엔딩이다.
- 霞ゆく空背にして곡은 애니메이션 '아소봇전기 오공'의 2번째 엔딩이다.
- Wild Fang곡은 비디오 게임 '록맨 X8'의 주제가이다.
- 月光花곡은 애니메이션 '블랙잭'의 오프닝이다.
- Destination곡은 비디오 게임 '오버 G 파이터즈'의 테마곡이다.
- メビウス곡은 애니메이션 '격부술사 요역문'의 오프닝이다.
- 振り向けば…곡은 그들이 출연했던 영화 'HIRAKATA'의 테마곡이다.